# جون ك. غريفيث
جون ك. غريفيث (بالإنجليزية: John K. Griffith)‏ هو سياسي أمريكي، ولد في 16 أكتوبر 1882 في باتون روج في الولايات المتحدة، وتوفي في 25 سبتمبر 1942 في سليدل في الولايات المتحدة. حزبياً، نشط في الحزب الديمقراطي. وقد انتخب عضو مجلس النواب الأمريكي.